# Péter Medgyessy
Péter Medgyessy (Budapest, 19 ottobre 1942) è un politico ungherese che fu Primo ministro dell'Ungheria dal 27 maggio 2002 al 29 settembre 2004.
Il 25 agosto 2004 diede le dimissioni per incompatibilità con gli alleati di coalizione dell'Alleanza dei Liberi Democratici ma rimase in carica per trenta giorni come richiesto dalla Costituzione, fino a che il suo successore, Ferenc Gyurcsány, fu nominato dal parlamento.